# Rezydencja diabła
Rezydencja diabła (fr. Le Manoir du diable) – trzyminutowy francuski film niemy, uznawany przez badaczy za pierwszy horror w dziejach kinematografii.

## Fabuła
Nietoperz wlatuje do średniowiecznego zamku, tam przeistacza się w Mefistofelesa. Po przygotowaniu kotła, wyczarowuje z niego kobietę, później szkielety, duchy, wiedźmy.